# Exocentrus bialbomarmoratus
Exocentrus bialbomarmoratus là một loài bọ cánh cứng trong họ Cerambycidae.